# Popoli tai
I popoli tai formano una famiglia di etnie del sud est asiatico, della Cina meridionale e dell'India nord-orientale. Tra le varie zone dove sono stanziati, vi sono l'isola di Hainan, il Sichuan meridionale, lo Yunnan, il Guangdong, il Guizhou, lo Hunan, la Thailandia, il Laos, il Vietnam, la Birmania e l'Assam.
Queste etnie parlano le lingue del gruppo tai kadai e condividono tradizioni e alcune feste (Songkran, il capodanno del Buddhismo Theravada che si tiene a metà aprile), e professano quasi tutte il Buddhismo Theravada. 
Malgrado non abbiamo mai avuto uno stato nazionale che li unisse, questi popoli hanno storicamente condiviso una vaga idea di nazione (con i nomi di "Siam", "Shan", "Ahom", "Zhuang" ecc.).

## Principali suddivisioni
I principali popoli tai sono:
- Gli ahom, nello Stato dell'India nord-orientale dell'Assam
- Gli shan, in Birmania
- I thai ed i lao, in Thailandia
- I lao ed i tai lü, in Laos
- I tày ed i tai dam, in Vietnam
- I tai lü, inclusi dal governo cinese nel gruppo dei popoli dai, e gli zhuang, in Cina meridionale

## Storia
Le migrazioni dalla Cina meridionale al nord dell'Indocina da parte dei popoli tai erano iniziate nella seconda metà del I millennio d.C. e si erano accentuate dopo la caduta nel 1253 del Regno di Dali per mano dei mongoli di Kublai Khan. Nel sudest asiatico i tai si erano suddivisi in diversi sottogruppi etnici, tra cui i più importanti furono quello dei siamesi, che nel 1238 avevano costituito il Regno di Sukhothai nell'odierna Thailandia Centrale, e quello dei tai yuan, che si erano insediati nell'odierna Thailandia del Nord, dove nel 1292 avevano formato il Regno Lanna. Il gruppo dei lao si era stanziato nelle pianure del medio Mekong e nelle zone circostanti, prendendo il sopravvento nelle municipalità preesistenti formando dei principati che furono unificati da Fa Ngum, un principe di Mueang Sua (l'odierna Luang Prabang) educato alla corte dell'Impero Khmer.